# دوشان جوريتشيتش
دوشان جوريتشيتش هو لاعب كرة قدم صربي في مركز الوسط، ولد في 11 مارس 1990 في بلغراد في صربيا. لعب مع نادي فودوفاك ‏.

## وصلات خارجية
- دوشان جوريتشيتش على موقع قاعدة بيانات كرة القدم.إي يو (الإنجليزية)
- دوشان جوريتشيتش على موقع Soccerway.com (الإنجليزية)